# Mezina
Mezina (německy Messendorf, polsky Mezyna) je obec v okrese Bruntál v Moravskoslezském kraji. Žije v ní 381 obyvatel a její katastrální území má rozlohu 1 138 hektarů. Téměř celé katastrální území obce včetně celé zástavby leží ve Slezsku.

## Název
Jméno vesnice je totožné se starým mezina - "místo, kde jsou meze". Německé jméno se vyvinulo z českého.

## Historie
Obec Mezina byla založena v roce 1258 za vlády českého krále Přemysla Otakara II., krále železného a zlatého, markraběte moravského. Královský místodržící, olomoucký biskup, Sas Bruno ze Schauenburka, spolehlivá opora královské moci, nechal kromě jiných založit i Mezinu a to již patrně podruhé. Původní kolonisté ovládali těžbu a zpracování hornin, železa, zlata a stříbra. Lokátor založil Mezinu klasicky, tj. páteřním způsobem kolem potoka, s možností mlýna v dolní části obce a dvory, k nimž posléze náležely šňůry polí a lesa. Osud Meziny byl vždy spjat s městem Bruntál, mnohdy byla obec i jeho součástí jako šosovní. Příznivá poloha obce vzhledem k Bruntálu znamenala i relativní bezpečnost obyvatel a možnost prosperity obce.
K roku 1270 je zaznamenána podoba názvu Mezina.
V obci vznikla v roce 1830 továrna na kovové zboží a strojírna J. Schenk, která měla k roku 1910 160 zaměstnanců. V roce 1831 vynikla papírna, která po roce 1850 zanikla. Roku 1851 vynikla prádelna lnu a roku 1888 výroba výšivek, dámského prádla a zástěr. Byla zde i továrna na klobouky. Od roku 1930 až do 70. let byl v Mezině provozován čedičový lom. V obci se k roku 1900 připomíná i záložna. Od roku 1894 zde byl hasičský spolek a k roku 1925 se připomíná zemědělský spolek. K roku 1880 se připomíná obecná škola, která měla roku 1900 jednu třídu.
Obec byla obsazena Rudou armádou 7. května 1945, a poté následoval odsun německého obyvatelstva. Až do té doby šlo prakticky o čistě německou obec. K 1. lednu 1954 došlo ke změně katastrální hranice obce, když na základě usnesení MNV obcí Karlovce, Meziny a Razové byl původě moravský katastr obce Karlovce rozšířen o kolonie těchto dvou slezských obcí, čímž získal své dnešní hranice a od té doby zasahuje Karlovec do Slezska.
V období normalizace byla obec Mezina zařazena mezi obce tzv. ostatního významu a funkci střediskové obce plnila obec Moravský Kočov. V roce 1974 byla na území obce vyhlášena stavební uzávěra. Výstavba v obci byla obnovena v roce 1985 až v souvislosti s vysídlováním obcí v zátopě vodní nádrže Slezská Harta.

## Obyvatelstvo
| Rok            | 1869 | 1880 | 1890 | 1900 | 1910 | 1921 | 1930 | 1950 | 1961 | 1970 | 1980 | 1991 | 2001 | 2011 | 2021 |
| -------------- | ---- | ---- | ---- | ---- | ---- | ---- | ---- | ---- | ---- | ---- | ---- | ---- | ---- | ---- | ---- |
| Počet obyvatel | 613  | 578  | 672  | 668  | 621  | 559  | 551  | 287  | 278  | 316  | 286  | 215  | 237  | 311  | 394  |
| Počet domů     | 79   | 82   | 103  | 100  | 104  | 106  | 115  | 99   | 63   | 62   | 57   | 57   | 80   | 115  | 136  |

## Obecní správa
Mezi lety 1869–1978 Mezina byla obcí v okrese Bruntál. Od 1. ledna 1979 do 23. listopadu 1990 patřila jako část města k Bruntálu a od 24. listopadu 1990 je opět samostatnou obcí.

### Obecní symboly
Znak a vlajka byly obci uděleny rozhodnutím předsedy Poslanecké sněmovny Parlamentu České republiky dne 22. listopadu 2001.

## Pamětihodnosti a zajímavosti
- barokní farní Kostel Nejsvětější Trojice z roku 1722
- Venkovská usedlost čp. 53
- přírodní památka Lávový proud u Meziny
- Venušina sopka
- památné stromy
  - Lípa u Kohoutů
  - Dub u Slováků
  - Mléč v Mezině
  - Klen v Mezině[14]

## Rodáci
- Alois Fischer (1880–1945), malíř Jesenicka